# Pax (gen)

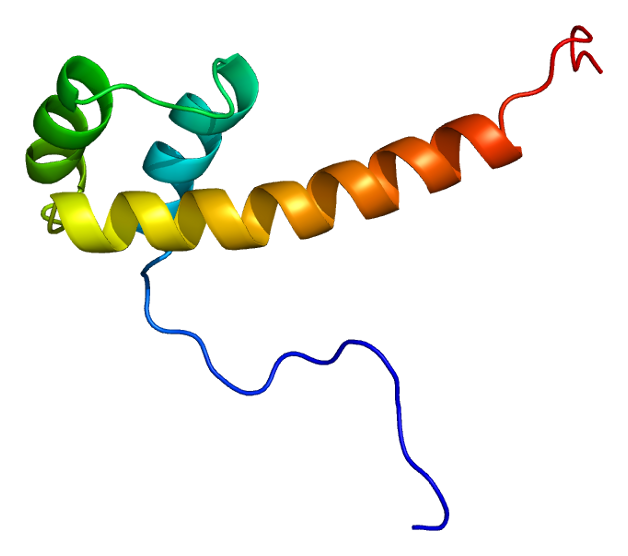
El gen Pax6, descubierto a principios del, pertenece a la familia de genes Pax

Los genes Pax o PAX (del inglés "Paired box") son una familia de factores de transcripción de tejidos que contienen una pareja de dominios y un homeodominio parcial o completo. Las proteínas Pax son muy importantes en el desarrollo animal temprano para la especificación de tejidos.

## Grupos de genes Pax
En los mamíferos existen cuatro grupos de genes Pax bien definidos: 
- Grupo 1 (Pax 1 y 9)
- Grupo 2 (Pax 2, 5 y 8)
- Grupo 3 (Pax 3 y 7)
- Grupo 4 (Pax 4 y Pax-6): el Pax-6 ocupa la posición más alta en un grupo de genes jerárquicamente organizado y cuya expresión en cascada es responsable del patrón de desarrollo del ojo.